# アカハシオナガガモ

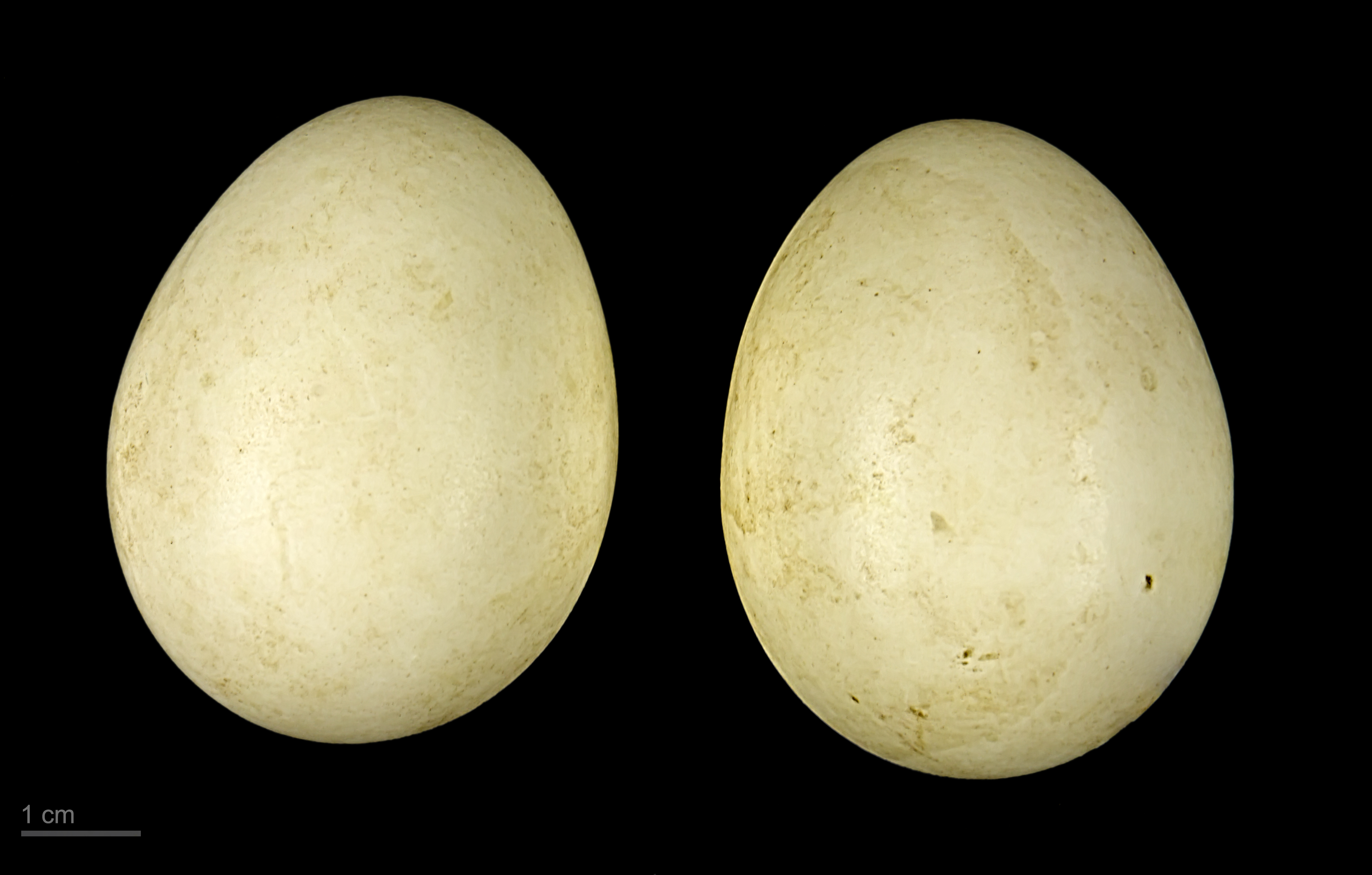
Anas erythrorhyncha

アカハシオナガガモ（赤嘴尾長鴨、学名：Anas erythrorhyncha）は、カモ目カモ科の鳥類。

## 分布
アフリカ南部と東部。

## 形態
体長43〜48cm。頭頂部とうなじは黒っぽく、顔は白っぽく嘴は鮮やかな赤色である。胴部の羽毛は鈍い暗褐色で、白い縁取りがある。飛行時には淡黄色地に黒い縞のある次列風切羽根が見える。雄と雌は形態が同じで、若鳥は成鳥よりも不明瞭な色をしている。

## 生態
比較的開けた、淡水の水辺を好む。水中に逆立ちして水草を食べ、夕方や夜間には地上でも餌をとる。水辺の茂みに巣をつくる。
留鳥だが、水辺を求めて長距離を飛行することがある。繁殖期以外では大群をつくる。
本種はあまり鳴かないが、求愛行動を取っている雄は「フズー」と鳴く。雌の鳴き声はマガモに似て、小さな声でクワックワッと鳴く。

## 保全状態の評価
- 国際自然保護連合は軽度懸念と評価している。
- 本種にはアフリカ・ユーラシア渡り性水鳥の保全に関する協定（AEWA）が適用される。

## 参照・注釈
1. ↑  Anas erythrorhyncha  (Species Factsheet by BirdLife International)